# Trpišov
Trpišov je vesnice, část města Slatiňany v okrese Chrudim. Nachází se asi 3,5 km na jihozápad od Slatiňan. V roce 2009 zde bylo evidováno 135 adres. V roce 2021 zde trvale žilo 242 obyvatel. Osadou protéká Slavický potok, který je pravostranným přítokem Okrouhlického potoka.
Trpišov je také název katastrálního území o rozloze 4,36 km². V katastrálním území Trpišov leží i Kochánovice.

## Historie
První písemná zmínka o obci pochází z roku 1371, kdy je část vsi součástí držby zemana Zbyňka ze Slatiňan řečeného Odháj. Následující majitelé Slatiňan ji podrželi nadále. Druhou část Trpišova s tvrzí držel jiný šlechtic, Jan Kabát z Trpišova, který po sobě zanechal dceru Markétu. Ta se zmiňuje roku 1415 již jako zemřelá.